# John Adler
Pour les articles homonymes, voir Adler.
John Herbert Adler est un homme politique américain né le 23 août 1959 et mort le 4 avril 2011. Membre du Parti démocrate, il représente le New Jersey à la Chambre des représentants des États-Unis de 2009 à 2011. Il a perdu son élection au Congrès en 2010 face à l'ancien joueur de football des Philadelphia Eagles, Jon Runyan. Avant de rejoindre le Congrès, Adler a été membre du Sénat du New Jersey de 1992 à 2009, où il représentait le 6e district législatif.
Quelques mois seulement après avoir quitté la Chambre, Adler est décédé de façon inattendue après avoir souffert d'une endocardite à la suite d'une infection au staphylocoque. En 2012, sa veuve Shelley a annoncé sa candidature pour le siège, mais elle a fini par perdre face à Runyan.

## Biographie
John Adler grandit à Haddonfield dans le New Jersey. Issu d'un milieu modeste, il réussit à intégrer l'université Harvard, dont il sort diplômé en 1984. Il s'installe comme avocat à Cherry Hill, où il est élu conseiller municipal à l'âge de 28 ans.
Adler est candidat au Sénat du New Jersey lors des élections de 1991. Malgré une vague républicaine à l'échelle de l'État, il réussit à battre le sénateur républicain sortant. Réélu quatre fois au Sénat, il y prend la tête de la commission sur la justice.
Après un premier échec en 1990, Adler est candidat à la Chambre des représentants des États-Unis en 2008 dans le 3e district du New Jersey. Dans cette circonscription historiquement républicaine qui comprend une partie des comtés de Burlington, Camden et Ocean, le républicain sortant Jim Saxton (en) ne se représente pas. Adler est le candidat non sortant qui réussit à lever le plus de fonds du pays. Profitant de l'élection de Barack Obama, il bat le maire républicain de Medford avec 52 % des suffrages. Adler est le premier démocrate à représenter le district depuis 1882.
Durant son mandat, il vote en faveur du plan de relance de 2009 et de l'instauration d'une bourse du carbone mais s'oppose à la réforme de la santé du président Obama. Candidat à sa réélection en 2010, Adler est battu par l'ancien joueur de football Jon Runyan, 48 % des voix contre 51 %.
Après sa défaite, il rejoint un cabinet d'avocats. En mars 2011, Adler est admis à l'hôpital de l'université de Pennsylvanie pour une endocardite infectieuse et un staphylocoque. Il meurt le mois suivant, victimes de complications, à l'âge de 51 ans,. Il était marié à Shelley, avec qui il avait quatre fils : Jeffrey, Alex, Andrew et Oliver.

## Vie privée
Adler a rencontré sa femme, Shelley (née le 4 octobre 1959 à Chicago, Illinois) alors qu'il était à la faculté de droit de Harvard[réf. souhaitée]. Il s'est converti au judaïsme de sa femme en 1985, après avoir été élevé dans l'Église épiscopale. Après avoir obtenu leur diplôme, ils sont retournés dans le sud du Jersey et se sont installés à Cherry Hill. Les Adler ont résidé à Cherry Hill avec leurs quatre fils jusqu'à sa mort. Shelley est avocate et ancienne conseillère municipale.